# Seba armata
Seba armata är en kräftdjursart som beskrevs av Édouard Chevreux 1889. Seba armata ingår i släktet Seba och familjen Sebidae. Inga underarter finns listade i Catalogue of Life.